# Aquis submediana
Aquis submediana är en fjärilsart som beskrevs av Embrik Strand 1917. Aquis submediana ingår i släktet Aquis och familjen trågspinnare. Inga underarter finns listade i Catalogue of Life.